# Mingo y Aníbal, dos pelotazos en contra
 Mingo y Aníbal, dos pelotazos en contra es una película de Argentina filmada en Eastmancolor dirigida por Enrique Cahen Salaberry sobre el guion de Elio Erami según el argumento de Roberto Peregrino Salcedo que se estrenó el 19 de julio de 1984 y que tuvo como actores principales a Juan Carlos Altavista, Juan Carlos Calabró, Beatriz Taibo y Susana Traverso.
Esta fue la primera película de una saga con los mismos protagonistas.

## Sinopsis
Mingo y Aníbal son dos amigos, viven en el mismo barrio y suelen frecuentar el club Ciencia y Sudor. Un día se enteran de que la campeona de tenis María Miranda acaba de llegar a Buenos Aires y Aníbal le pide a Mingo que lo acompañe al hotel Sheraton a conocerla ya que está enamorado de ella, para lo cual planifica un disparatado plan haciéndose pasar por un fallecido tío que era policía internacional. De esta manera comienzan una serie de enredos mientras que una banda de delincuentes quiere robarse el trofeo de campeones de la tenista

## Reparto
- Juan Carlos Altavista …Minguito Tinguitela / Mingo Piparola
- Juan Carlos Calabró …Aníbal Polvorone
- Beatriz Taibo …Tía Gertrudis
- Susana Traverso …María Miranda
- Pablo Palitos ... Von Müller
- Julio López …Edson
- Naanim Timoyko ... Jazmín
- Ana Clara Altavista …Leticia
- Eddie Pequenino …Recepcionista en Hotel
- Rubén Green ... José Laborde
- Miguel Ángel Cherutti …Miguel / Cocinero del Hotel / Imitador
- Pablo de Tejada
- Carlos Isse
- Cristina Tocco
- Tatave Moulin …Chef
- Lisardo García Tuñón …Hombre en Club
- Alfredo Fary
- Carlos Rivkin ... Altuna
- Marta Krisek
- Nora Mirabel
- Ana María Colombo
- José Luis Arévalo
- Jacky Cahen Salaberry
- Viviana Souk
- María Fernanda Giam
- Theodore McNabney
- Eva Adanaylo
- Adrián De Piero

## Comentarios
Tiempo Argentino escribió:

«Poco material para la crítica ofrece esta rudimentaria producción.»

Jorge Abel Martín en El Cronista Comercial dijo:

«A falta de Parchís, ahora hay pelotazos en contra.»

La Razón definió:

«Comedia que gira sobre un tema policial.»

Manrupe y Portela escriben:

«Carreras unió a Altavista y Calabró y sus respectivos personajes televisivos para hacer el típico caza-niños de invierno.»